# سیهالوترین
سیهالوترین (به انگلیسی: Cyhalothrin) با فرمول شیمیایی C23H19ClF3NO3 یک ترکیب شیمیایی با شناسه پاب‌کم 61686 است. که جرم مولی آن ۴۴۹٫۸۵۰ گرم بر مول می‌باشد.
به عنوان یک ماده فعال در حشره کش های کشاورزی، سیهالوترین غالبا نسبت به دیگر مواد ترجیح داده می شود زیرا مقرون به صرفه تر و اثرگذاری آن طولانی تر از پیرترین های طبیعی است.  λ-سیهالوترین و γ-سیهالوترین در حال حاضر برای کنترل حشرات و کنه های عنکبوتی در محصولاتی از جمله پنبه، غلات، سیب زمینی و سبزیجات استفاده می شود.